# Ahl al-Hadith
L'Ahl al-Hadith (in arabo أهل الحديث‎?, Ahl al-Ḥadīth, Urdu Ahl-e-Hadith, "La gente del ʾaḥādīth") o Așḥāb al-ʾaḥādīth (in arabo أصحاب الحديث‎?) è l'espressione usata per indicare alcune varianti di tradizionalisti conservatori musulmani sunniti del subcontinente indiano, dell'Afghanistan e dell'Africa islamica.
La loro particolarità è quella di non sentirsi vincolati dal taqlīd ma di considerarsi liberi di cercare una guida, in materia di fede e di pratica religiosa, nei ʾaḥādīth considerati autentici (ṣaḥīḥ) che, assieme al Corano, sono dal loro punto di vista la miglior guida per il musulmano.
Sono quindi antitetici rispetto all'Ahl al-Ra'y, lett. "la gente dell'opinione personale".
L'Ahl al-Hadith è la corrente teologica dell'hanbalismo ed è spesso descritta come sinonimo di Salafismo.